# 米田ショップ
米田ショッピングセンター（よねだショッピングセンター）は兵庫県高砂市にかつて存在していた市場である。

## 概要
- 所在地：兵庫県高砂市米田町米田下馬場崎872
- 現在は、住宅地になっている。
- 食料品店や雑貨店や他に飲食店もあった。
- 二階は家具屋であった。
  - なお家具屋については滅多に営業することなく普段は空部屋の状態であった。
    - 山下酒店・西谷菓子店・ふじはら干菓子店・荒物、日用品雑貨ほつか商店・和菓子とらや・米田青果・渡辺漬物・文房具リケン・ホワイト果物店・いなりクリーニング・伊奈鮮魚店・塩干たこ八・穴田履物店・松下てんぷら店・淡路屋豆腐店・辻田商店・みきや精肉店・喫茶松・化粧品店姫・薬のベル薬品・山本用品店・寿司みかさ・婦人服いづも屋・まるき食堂・米田生花・パンつどい等が店を構えていた。
    - 現在住宅になっており、たこ八（現在多幸八）・喫茶松・みきや・豆腐淡路屋・山下酒店・まるき食堂はその住宅街に店舗を構え現在も営業を行っている。豆腐淡路屋は店主が逝去したため閉店している。豆腐淡路屋の跡には現在は串カツ屋(喰摩天狗)になっている。

現在多幸八は、店主が逝去した為閉店している。喫茶松のママは逝去したために閉店 串カツ屋(喰摩天狗)は閉店し、美味しいお酒とゆみこ料理のお店になっている。
- 1990年代初頭にはSNKのゲームコーナーがあった。

## 備考
- かつてここの市場の中にあった店のいくつか（ごく僅かである）は、現在にある住宅地の中で営業しているものがいくつかある。
- 市場があった頃は買い物すれば福引などに使用できるパンダの親子のイラストが描かれた券がもらえた。